# Louis Treumann
Louis Treumann, nato Alois Pollitze (Vienna, 3 marzo 1872 – Campo di concentramento di Theresienstadt, 5 marzo 1943), è stato un tenore austriaco.

## Biografia
Il 25 ottobre 1899 è Josef nella prima assoluta di Wiener Blut (operetta) al Carltheater di Vienna cantato anche nel 1900 al Raimundtheater di Vienna.
Al Carltheater nel 1901 è Fogosh nella prima assoluta di Die drei Wünsche di Carl Michael Ziehrer con Mizzi Günther e Prosper Plewny nella prima assoluta di Das süße Mädel di Heinrich Reinhardt, nel 1902 Wolf Bär Pfefferkorn nella prima assoluta di Der Rastelbinder di Franz Lehár con la Günther e nel 1904 con la Günther Jupiter-Sosias nella prima assoluta di Der Göttergatte di Lehár ed è nel cast della prima assoluta di Der Schätzmeister di Ziehrer.
Nel 1905 al Theater an der Wien con la Günther è nel cast della prima assoluta di Vergeltsgott di Leo Ascher e raggiunge il successo come Danilo Danilovich nella prima assoluta di Die lustige witwe che arriva a 400 recite.
Nel 1907 a Mannheim è Stefan nella prima assoluta di Der fidele Bauer di Leo Fall con Max Pallenberg ed al Theater an der Wien Fredy Wehrburg nella prima assoluta di Die Dollarprinzessin con la Günther.
Nel 1909 nell'Johann Strauß-Theater di Vienna è Bill Harris nella prima assoluta di Das Fürstenkind di Lehar con la Günther.
Al Theater an der Wien nel 1911 è Octave Flaubert nella prima assoluta di Eva di Lehar con la Günther e nel 1912 König nella prima assoluta di Der kleine König di Emmerich Kálmán con la Günther.
Nel 1913 al Burgtheater di Vienna è Josef Stransky nella prima assoluta di Ein Tag im Paradies di Edmund Eysler.
Al Carltheater nel 1917 è Adrian van Ridder e cura la regia nella prima assoluta di Die schöne Saskia di Oskar Nedbal e nel 1921 Prinz Radjami von Lahore nella prima assoluta di Die Bajadere di Kálmán con Christl Mardayn.
Nel 1929 è Variétedirektor nel film La danzatrice di corda di Karl Grune.
Dal 1931 la sua carriera ebbe fine a causa delle leggi razziali.